# Arroyo Aguiar
Arroyo Aguiar är ett vattendrag i Argentina.   Det ligger i provinsen Santa Fe, i den centrala delen av landet, 400 kilometer nordväst om huvudstaden Buenos Aires. Arroyo Aguiar ligger vid sjön Laguna de Leyes.
Trakten runt Arroyo Aguiar består huvudsakligen av våtmarker. Runt Arroyo Aguiar är det ganska tätbefolkat, med 172 invånare per kvadratkilometer.